# Норвегія на літніх Олімпійських іграх 1900
Норвегія дебютувала на літніх Олімпійських іграх 1900 року в Парижі (Франція) і була представлена 7 спортсменами (всі — чоловіки), які змагались у 9 дисциплінах 2 видів спорту: легка атлетика і стрільба.
Наймолодшим серед спортсменів був легкоатлет Інгвар Брін (18 років 209 днів), найстарішим — стрілець Том Себерг (40 років 168 днів).
Норвезькі спортсмени завоювали 5 медалей: 2 срібні і 3 бронзові. Серед них Оле Естмо здобув 4 медалі (2 срібні, 2 бронзові). За результатами змагань команда зайняла 16-е місце в загальнокомандному заліку.

## Медалі

### Срібло
|   |                                                                       |                                                    |
| № | Спортсмени                                                            | Вид спорту (дисципліна)                            |
| 1 | Оле Естмо                                                             | Стрільба (Довільна гвинтівка, 300 метрів, стоячи)  |
| 2 | Олаф Фрюденлунд, Гельмер Германнсен, Оле Естмо, Оле Сетер, Том Себерг | Стрільба (Довільна гвинтівка, 300 метрів, команда) |

### Бронза
|   |               |                                                        |
| № | Спортсмени    | Вид спорту (дисципліна)                                |
| 1 | Карл Андерсен | Легка атлетика (стрибки з жердино)                     |
| 2 | Оле Естмо     | Стрільба (довільна гвинтівка, 300 метрів, лежачи)      |
| 3 | Оле Естмо     | Стрільба (Довільна гвинтівка, 300 метрів, 3 положення) |

## Результати змагань

### Легка атлетика
| Змагання           | Спортсмен     | Кваліфікаційний раунд | Кваліфікаційний раунд | Фінал      | Фінал      |
| Змагання           | Спортсмен     | Результат             | Місце                 | Результат  | Місце      |
| ------------------ | ------------- | --------------------- | --------------------- | ---------- | ---------- |
| 200 метрів         | Інгвар Брін   | невідомо              | 3                     | не пройшов | не пройшов |
| 400 метрів         | Інгвар Брін   | невідомо              | 5                     | не пройшов | не пройшов |
| Стрибки у висоту   | Карл Андерсен |                       |                       | 1.70       | 4          |
| Стрибки з жердиною | Карл Андерсен |                       |                       | 3.20       | 3          |

### Стрільба
| Змагання                                    | Спортсмен                                                         | Фінал | Фінал |
| Змагання                                    | Спортсмен                                                         | Бали  | Місце |
| ------------------------------------------- | ----------------------------------------------------------------- | ----- | ----- |
| Довільна гвинтівка, 300 метрів, стоячи      | Оле Естмо                                                         | 299   | 2     |
| Довільна гвинтівка, 300 метрів, стоячи      | Гельмер Германнсен                                                | 280   | 9     |
| Довільна гвинтівка, 300 метрів, стоячи      | Том Себерг                                                        | 275   | 13    |
| Довільна гвинтівка, 300 метрів, стоячи      | Олаф Фрюденлунд                                                   | 271   | 16    |
| Довільна гвинтівка, 300 метрів, стоячи      | Оле Сетер                                                         | 239   | 26    |
| Довільна гвинтівка, 300 метрів, з коліна    | Оле Сетер                                                         | 293   | 12    |
| Довільна гвинтівка, 300 метрів, з коліна    | Гельмер Германнсен                                                | 290   | 13    |
| Довільна гвинтівка, 300 метрів, з коліна    | Оле Естмо                                                         | 289   | 15    |
| Довільна гвинтівка, 300 метрів, з коліна    | Том Себерг                                                        | 272   | 21    |
| Довільна гвинтівка, 300 метрів, з коліна    | Олаф Фрюденлунд                                                   | 259   | 27    |
| Довільна гвинтівка, 300 метрів, лежачи      | Оле Естмо                                                         | 329   | 3     |
| Довільна гвинтівка, 300 метрів, лежачи      | Гельмер Германнсен                                                | 308   | 10    |
| Довільна гвинтівка, 300 метрів, лежачи      | Том Себерг                                                        | 301   | 16    |
| Довільна гвинтівка, 300 метрів, лежачи      | Оле Сетер                                                         | 298   | 18    |
| Довільна гвинтівка, 300 метрів, лежачи      | Олаф Фрюденлунд                                                   | 287   | 22    |
| Довільна гвинтівка, 300 метрів, 3 положення | Оле Естмо                                                         | 917   | 3     |
| Довільна гвинтівка, 300 метрів, 3 положення | Гельмер Германнсен                                                | 878   | 13    |
| Довільна гвинтівка, 300 метрів, 3 положення | Том Себерг                                                        | 848   | 17    |
| Довільна гвинтівка, 300 метрів, 3 положення | Оле Сетер                                                         | 830   | 20    |
| Довільна гвинтівка, 300 метрів, 3 положення | Олаф Фрюденлунд                                                   | 817   | 24    |
| Довільна гвинтівка, 300 метрів, команда     | Оле Естмо Гельмер Германнсен Том Себерг Олаф Фрюденлунд Оле Сетер | 4290  | 2     |